# Дневникът на един дръндьо 2: Правилата на Родрик
„Дневникът на един дръндьо 2: Правилата на Родрик“ или „Дневникът на един дръндьо 2: Родрик командори“ (на английски: Diary of a Wimpy Kid: Rodrick Rules) е американски комедиен филм от 2011 г. на режисьор Дейвид Бауърс, който е базиран на едноименния роман от 2008 г., написан от Джеф Кини. Във филма участват Закари Гордън, Девън Бостик, Рейчъл Харис, Робърт Капрон и Стийв Зан.
Филмът е пуснат на 25 март 2011 г. от „Туентиът Сенчъри Фокс“ и печели 72.4 млн. долара при бюджет от 18–21 млн. долара. Това е втората част на филмовата поредица „Дневникът на един дръндьо“, предшестван от „Дневникът на един дръндьо“ (2010). Третото продължение на поредицата „Дневникът на един дръндьо: Горещници“, е пуснат през 2012 г.